# Manikpur Sarhat
Manikpur Sarhat es  un pueblo y nagar Panchayat situado en el distrito de Chitrakoot en el estado de Uttar Pradesh (India). Su población es de 16467 habitantes (2011). 

## Demografía
Según el  censo de 2011 la población de Manikpur Sarhat era de 16467 habitantes, de los cuales 8603 eran hombres y 7864 eran mujeres. Manikpur Sarhat tiene una tasa media de alfabetización del 71,64%, superior a la media estatal del 67,68%: la alfabetización masculina es del 80,05%, y la alfabetización femenina del 62,64%.